# (3698) Manning
(3698) Manning – planetoida z pasa głównego asteroid okrążająca Słońce w ciągu 3 lat i 134 dni w średniej odległości 2,24 au Została odkryta 29 października 1984 roku w Lowell Observatory (Anderson Mesa Station) przez Edwarda Bowella. Nazwa planetoidy pochodzi od Briana Manninga, brytyjskiego astronoma amatora zajmującego się astrometrią komet. Została zasugerowana przez Dona K. Yeomansa i Briana Marsdena. Przed nadaniem nazwy planetoida nosiła oznaczenie tymczasowe (3698) 1984 UA2.